# Francis Baring (1er baron Northbrook)
Pour les articles homonymes, voir Francis Baring et Baring.
Francis Thornhill Baring (20 avril 1796, Calcutta - 6 septembre 1866, Micheldever), 1er baron Northbrook (en), est un homme politique britannique.

## Biographie
Fils de Thomas Baring (2e baronnet) et petit-fils de Francis Baring, il suivit ses études à Winchester College, à Eton College, puis à Christ Church College (Oxford). Il intègre Lincoln's Inn en 1823.
Il est élu à la Chambre des communes en 1826, où il siège jusqu'en 1865. Il succède à son père en 1848 dans le titre de baronnet (en). Il est nommé Lord du Trésor en 1830, puis Secrétaires du Trésor en 1835. Admis au Conseil privé, il est Chancelier de l'Échiquier de 1839 à 1841 dans le cabinet de Lord Melbourne.
En 1849, il est nommé premier Lord de l'Amirauté dans le cabinet de Lord Russell. Il est créé baron Northbrook (en) et admis à la Chambre des lords en 1866.
Marié à Jane Grey, fille de George Grey (1er baronnet) (en) et nièce de Charles Grey (2e comte Grey), puis à Lady Arabella Georgina Howard, fille de Kenneth Howard (1er comte d'Effingham), il est le père de Thomas Baring (1er comte de Northbrook).

## Source de la traduction
- (en) Cet article est partiellement ou en totalité issu de l’article de Wikipédia en anglais intitulé « Francis Baring, 1st Baron Northbrook » (voir la liste des auteurs).